# Ys (cidade lendária)

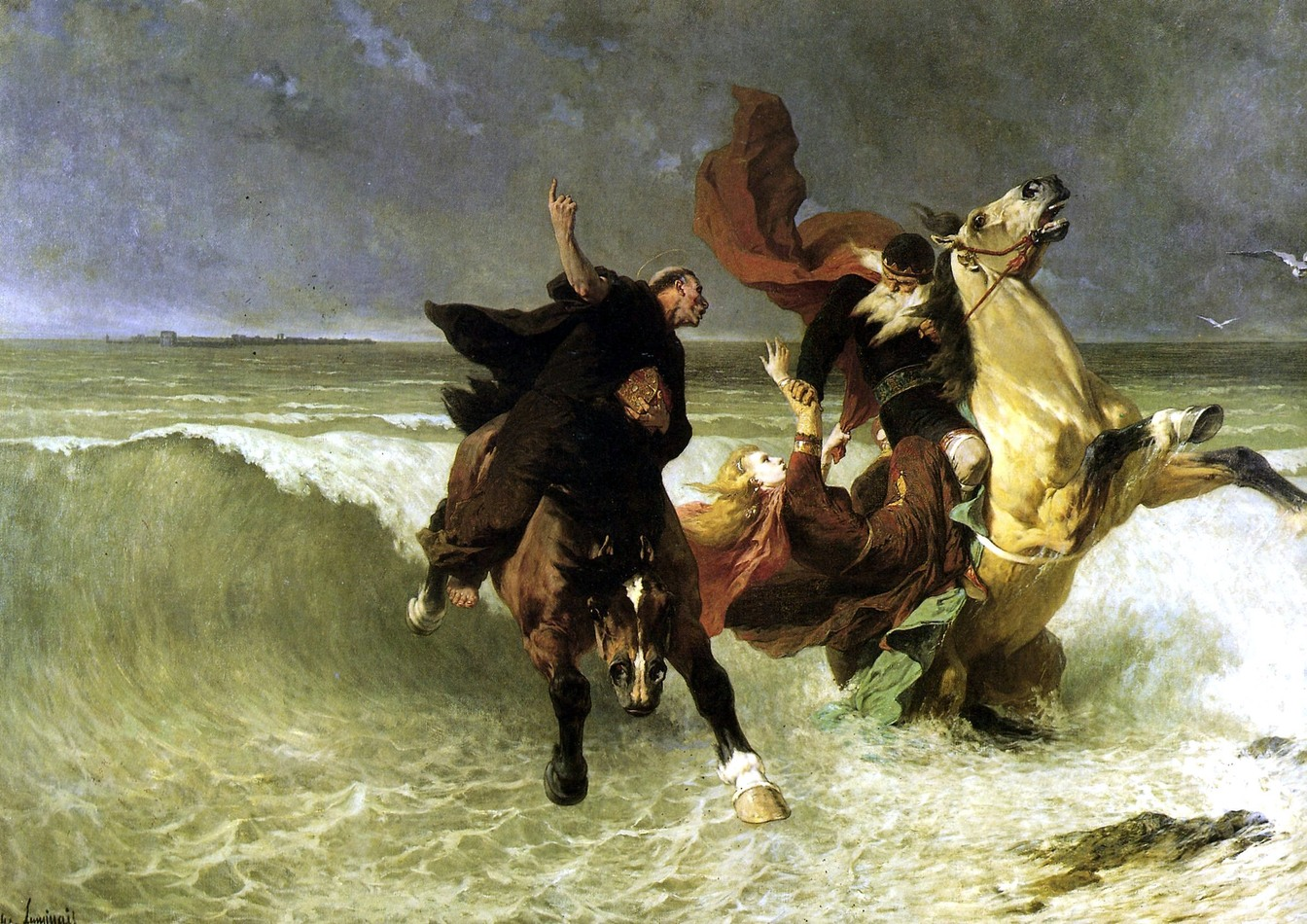
Voo do Rei Gradlon, por E. V. Luminais, 1884 (Museu de Belas Artes de Quimper)

Ys (pronuncia-se /ˈiːs/), também conhecida como Is ou Kêr-Is em bretão, e Ville d'Ys em francês, é uma cidade mitológica na costa da Bretanha que foi engolida pelo oceano. A maioria das versões da lenda coloca a cidade na Baía de Douarnenez.

## Etimologia
No original bretão, a cidade recebe o nome de Kêr Ys, que se traduz como "cidade baixa". Kêr é a palavra bretã para "cidade" e está relacionada ao galês caer, enquanto Ys/Is está relacionada a "baixo" no galês isel, no gaélico escocês ìosal e no irlandês íseal.

## A lenda

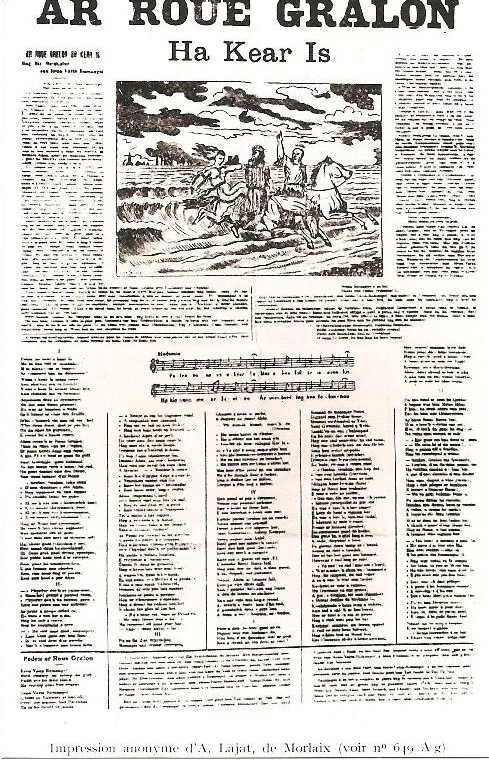
Letra e partitura do gwerz bretão (música folclórica) "Ar Roue Gralon ha Kear Is" ("Rei Gradlon e a cidade de Ys", 1850). Usa a grafia arcaica Kear Is para a cidade de Ys.

Diferentes versões da lenda compartilham vários elementos básicos comuns. O Rei Gradlon (Gralon em bretão) governou Ys, uma cidade construída em terra recuperada do mar, às vezes descrita como rica em comércio e artes, com o palácio de Gradlon sendo feito de mármore, cedro e ouro. Em algumas versões, Gradlon construiu a cidade a pedido de sua filha Dahut, que amava o mar. Para proteger Ys de inundações, foi construído um dique com um portão que era aberto para os navios durante a maré baixa. A única chave que abria o portão ficava em poder do rei.
A maioria das versões da lenda apresenta Gradlon como um homem piedoso e sua filha, a princesa Dahut, como rebelde. Dahut (às vezes chamada de Ahez) é frequentemente apresentada como frívola e uma pecadora impenitente, ou, às vezes, como uma feiticeira. No entanto, em outra versão, a de uma antiga balada, o próprio Gradlon é culpado por seu povo por extravagâncias de todo tipo.
Na maioria das variações, Dahut adquire a chave dos diques de Gradlon, e seu uso indevido leva a uma catástrofe. Geralmente, Dahut rouba as chaves (feitas de prata ou ouro) de seu pai enquanto ele dorme, seja para permitir que seu amante entre para um banquete ou depois de ser persuadida a fazê-lo por seu amante lisonjeiro. Ela abre os portões dos diques, seja em uma loucura induzida pelo vinho ou por engano, acreditando que está abrindo os portões da cidade.
O mar inunda a cidade, matando todos, menos o rei. Um santo (St. Gwénnolé ou St. Corentin) acorda o rei adormecido e o incentiva a fugir. O rei monta em seu cavalo e leva sua filha com ele. Quando a água está prestes a atingi-lo, uma voz o chama: "Jogue no mar o demônio que você carrega , se não quiser perecer." Dahut cai do lombo do cavalo e Gradlon é salvo. Na versão de Le Baz, é o próprio Gradlon que a joga no mar por ordem de St. Gwénnolé.
Em algumas versões, após cair no mar, Dahut se torna uma morgen (espíritos aquáticos da cultura galesa e bretã, que afogam os homens) ou sereia que continua a assombrar o mar, e pode ser vista penteando seus cabelos dourados e cantando canções tristes. Alguns folcloristas do século XIX também coletaram crenças antigas que diziam que, durante as marés baixas, as ruínas de Ys podiam ser vistas ou o som de seu carrilhão podia ser ouvido.
Na versão de Le Grand, São Gwénnolé vai ao encontro de Gradlon e o adverte sobre os pecados que estão sendo cometidos na cidade, que está absorvida pelo luxo, pela devassidão e pela vaidade. Deus avisou St. Gwénnolé que puniria a cidade e o santo diz ao rei para fugir, pois a ira de Deus estava prestes a cair sobre a cidade. O rei foge a cavalo. Uma tempestade cai sobre a cidade e a inunda rapidamente. A principal culpada é a princesa Dahut, a filha indecente do rei, que roubou a chave, símbolo da realeza, do pescoço de seu pai. Gradlon se refugia em Quimper.
Outras versões da lenda contam que Ys foi fundada mais de 2.000 anos antes do reinado de Gradlon, em um local então seco, na costa da atual Baía de Douarnenez, mas a costa bretã havia lentamente cedido lugar ao mar, de modo que Ys estava sob ele na maré alta quando o reinado de Gradlon começou.

## Desenvolvimento da lenda

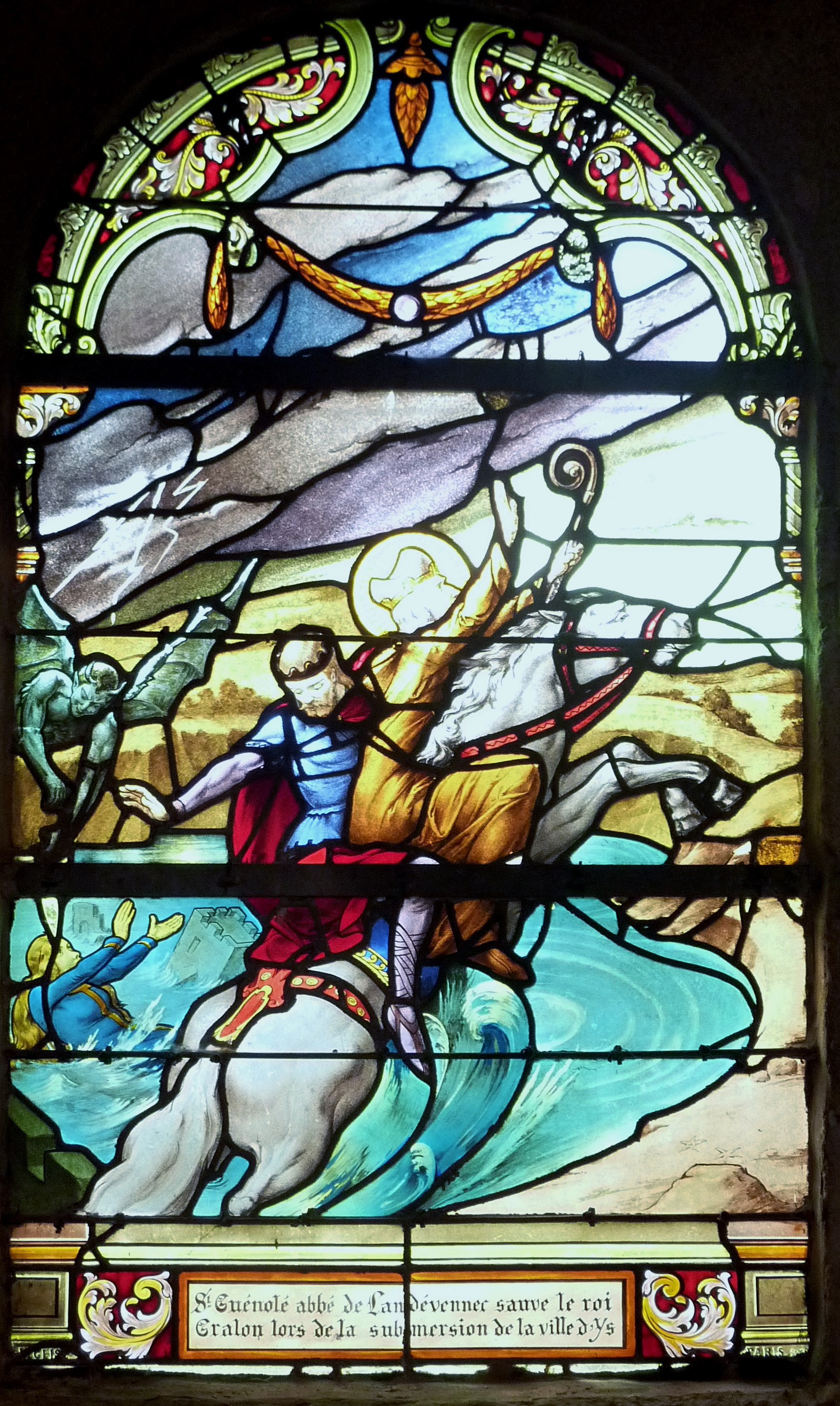
Vitral de Gabriel Léglise representando "Saint Guénolé, abbé de Landévennec, sauvant le roi Gradlon lors de la submersion de la ville d'Ys" Igreja de Saint-Germain Kerlaz.

Embora as lendas e a literatura sobre Gradlon sejam muito mais antigas, a história de Ys parece ter se desenvolvido entre o final do século XV e o século XVII. Uma das primeiras menções a Ys aparece em Cronicques et ystoires des Bretons (1480), de Pierre Le Baud, em que Gradlon é o rei da cidade, mas Dahut não é mencionada. La histoire de Bretagne, de Bernard d'Argentre e peças de mistério sobre a vida de St. Winwaloe, no século XVI, também fornecem as primeiras referências à cidade.
A Vie des Saincts de la Bretagne Armorique de Albert Le Grand, terceira edição publicada em 1680, contém todos os elementos básicos da história posterior, incluindo a primeira menção conhecida de Dahut.

### Versões literárias
Em 1839, T. Hersart de la Villemarqué publicou uma coletânea de canções populares juntadas da tradição oral, a Barzaz Breizh. A coletânea foi amplamente distribuída e levou a cultura folclórica bretã ao conhecimento da Europa. Na segunda edição, apareceu o poema "Livaden Geris" ("A submersão de Ker-Is"). Os mesmos elementos básicos da história estão presentes e, nessa versão, Dahut rouba a chave por instigação de um amante.

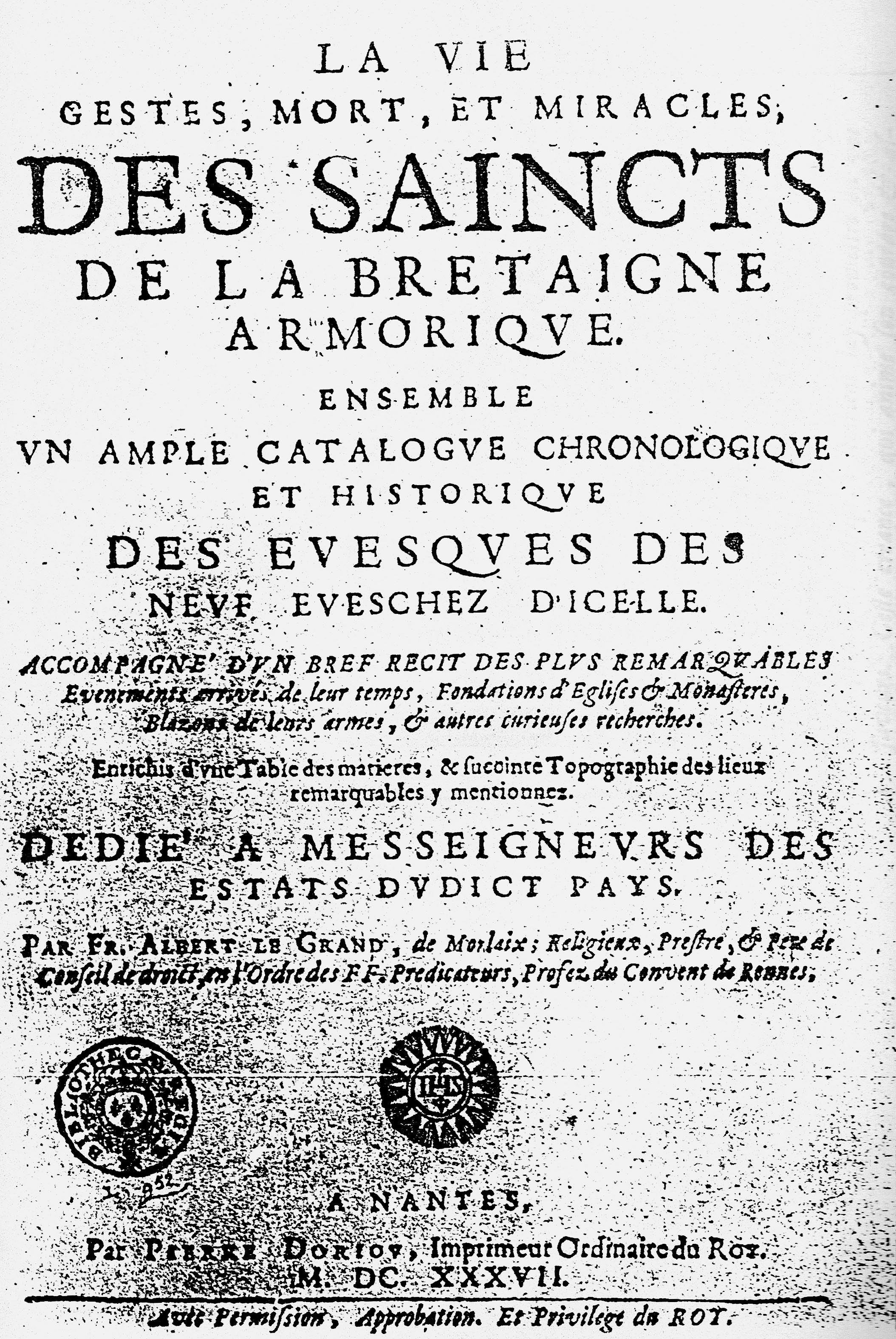
Página de capa da primeira edição de La Vie des saincts de la Bretaigne armorique de Albert Le Grand, 1636

Villemarqué estudou várias versões da canção e criou sua canção usando o melhor material de cada uma delas. Como resultado, sua canção menciona várias tradições. Na estrofe V, ela menciona o cavalo do Rei Gradlon, que só pode ser ouvido uma vez por ano durante a Noite Negra, um detalhe que ele pode ter tomado emprestado do Lai de Graelent, provavelmente escrito no final do século XII. Além disso, os últimos versos da canção mencionam um pescador que vê uma sereia penteando os cabelos e cantando uma canção triste. A sereia é Dahut transformada em um morgen, o que faz referência a outra tradição. Também parece que elementos do texto dessa versão foram adaptados do poema galês medieval sobre a lenda de Cantre'r Gwaelod [en], uma lenda galesa muito semelhante sobre uma terra que desapareceu sob o oceano como resultado de erro humano. O poema aparece no Black Book of Carmarthen, que Villemarqué estudou no Jesus College, Oxford, em 1839. Villemarqué considerou erroneamente que o galês falado no século VI era o mesmo que o bretão falado em sua época.
Em 1844, Emile Souvestre contou uma versão da lenda em sua obra Le Foyer breton. No conto "Keris", aparecia o personagem do Diabo disfarçado de homem com barba ruiva. Sua versão pode ter vindo de uma fonte oral diferente. Sua narrativa também desempenhou um papel importante para tornar a lenda amplamente conhecida, e muitas narrativas inglesas da história do século XIX  são intimamente derivadas dessa versão.
No início da década de 1890, o ensaio Les Grandes légendes de France, de Édouard Schuré, apresentou a personagem Malgven, uma feiticeira que era esposa de Gradlon e mãe de Dahut. Malgven apareceu em muitas histórias posteriores, incluindo La Légende de la ville d'Ys d'après les anciens textes (1926), de Charles Guyot. Guyot chamou o cavalo de Gradlon de Morvarc'h e escreveu que o cavalo foi um presente de Malgven.
Um romance de Norman Douglas, They Went (1920), é baseado na lenda bretã.

### Versões orais
Em 1893, Anatole Le Braz coletou uma versão fragmentária da lenda em seu livro La Légende de la mort en Basse-Bretagne, e sua posterior edição aumentada de 1902, La Légende de la mort chez les Bretons armoricains. Essa versão também menciona a transformação de Dahut (aqui chamada de Ahés) em uma sereia, mas, ao contrário de outras versões, aqui Dahut é jogada do cavalo pelo próprio rei Gralon, sob ordens de St. Gwénolé.
Paul Sébillot também coletou versões orais em sua extensa revisão da história da lenda no segundo volume de seu livro Le folk-lore de France, de 1905.

### Versões em inglês
Em 1917, o folclorista escocês Lewis Spence incluiu a lenda de Ys entre os contos em seu livro Legends & Romances of Brittany. Um ano depois, Jonathan Ceredig Davies publicou uma versão curta da lenda na 29ª edição da revista Folklore. Alguns anos depois, em 1929, Elsie Masson também a incluiu em seu livro Folk Tales of Brittany, citando Souvestre e Le Braz entre suas fontes.
The Daughters of Ys (2020), de M. T. Anderson e Jo Rioux, é baseado no conto popular. A adaptação da novela gráfica segue a perspectiva de Dahut sobre os eventos que levaram à destruição de Ys.

### O demônio na versão de Souvestre
A versão de Émile Souvestre difere da história em vários pontos. Ys ainda era protegida por diques, cujos portões eram abertos para os navios em determinados momentos, mas era a própria Dahut que mantinha as chaves de prata dos diques em seu pescoço. Dahut era uma feiticeira e havia embelezado a cidade com a ajuda dos korrigans [en], que construíam obras que os homens não conseguiam fazer. Com sua magia, Dahut também domou os dragões marinhos e deu um para cada habitante da cidade, que eles usavam para encontrar mercadorias raras ou para alcançar as embarcações de seus inimigos.
Os cidadãos eram tão ricos que mediam os grãos com cálices de prata, mas sua riqueza também os tornara cruéis e severos. Os mendigos foram expulsos da cidade como bestas; a igreja foi abandonada e os cidadãos passavam o dia e a noite se divertindo nas estalagens, nos salões de dança e nas apresentações, enquanto a própria Dahut dava festas em seu palácio o dia todo. São Corentin avisou Gradlon que a paciência de Deus com a cidade estava no fim, mas o rei havia perdido seu poder, vivendo sozinho em uma ala do palácio, e Dahut ignorou o aviso do santo.
Um dia, um príncipe barbudo vestido de vermelho chegou a Ys e seduziu Dahut e suas amigas com seus elogios e palavras doces. Ele propôs que dançassem um novo estilo de branle (tipo de dança francesa) e tocou a melodia em sua gaita de foles, levando todos ao delírio. Ele se aproveitou da situação para roubar as chaves do dique de Dahut e, assumindo sua verdadeira aparência de demônio, usou-as para abrir todos os diques, permitindo que o mar inundasse a cidade.
São Corentin apareceu nos aposentos de Gradlon e o incitou a fugir. Ele montou em seu cavalo preto e correu. Quando passou pelo castelo de Dahut, ela se jogou no cavalo de seu pai, mas o cavalo parou de repente. Corentin disse ao rei para empurrar Dahut para fora do cavalo, mas Gradlon não conseguiu fazer isso. Então, foi o próprio Corentin que bateu nela com seu báculo para fazê-la cair no mar. O cavalo correu novamente, levando o rei para um lugar seguro. Quando Gradlon olhou para trás, das ruínas da cidade, o demônio zombeteiramente mostrou-lhe as chaves de prata.

## Retorno de Ys
Algumas lendas falam da ressurreição de Ys. Le Braz menciona uma que diz que, no dia em que isso acontecer, a primeira pessoa que vir a torre da igreja ou ouvir o som de seus sinos se tornará o rei da cidade e de todo o seu território.
Há outra lenda contada em um ditado bretão que diz que, quando Paris for engolida, a cidade de Ys se levantará sob as ondas (em bretão, Par Is significa "semelhante a Ys"):
| Pa vo beuzet Paris Ec'h adsavo Ker Is | Quando Paris for engolida Ressurgirá a Cidade de Ys |

## Adaptações nas artes

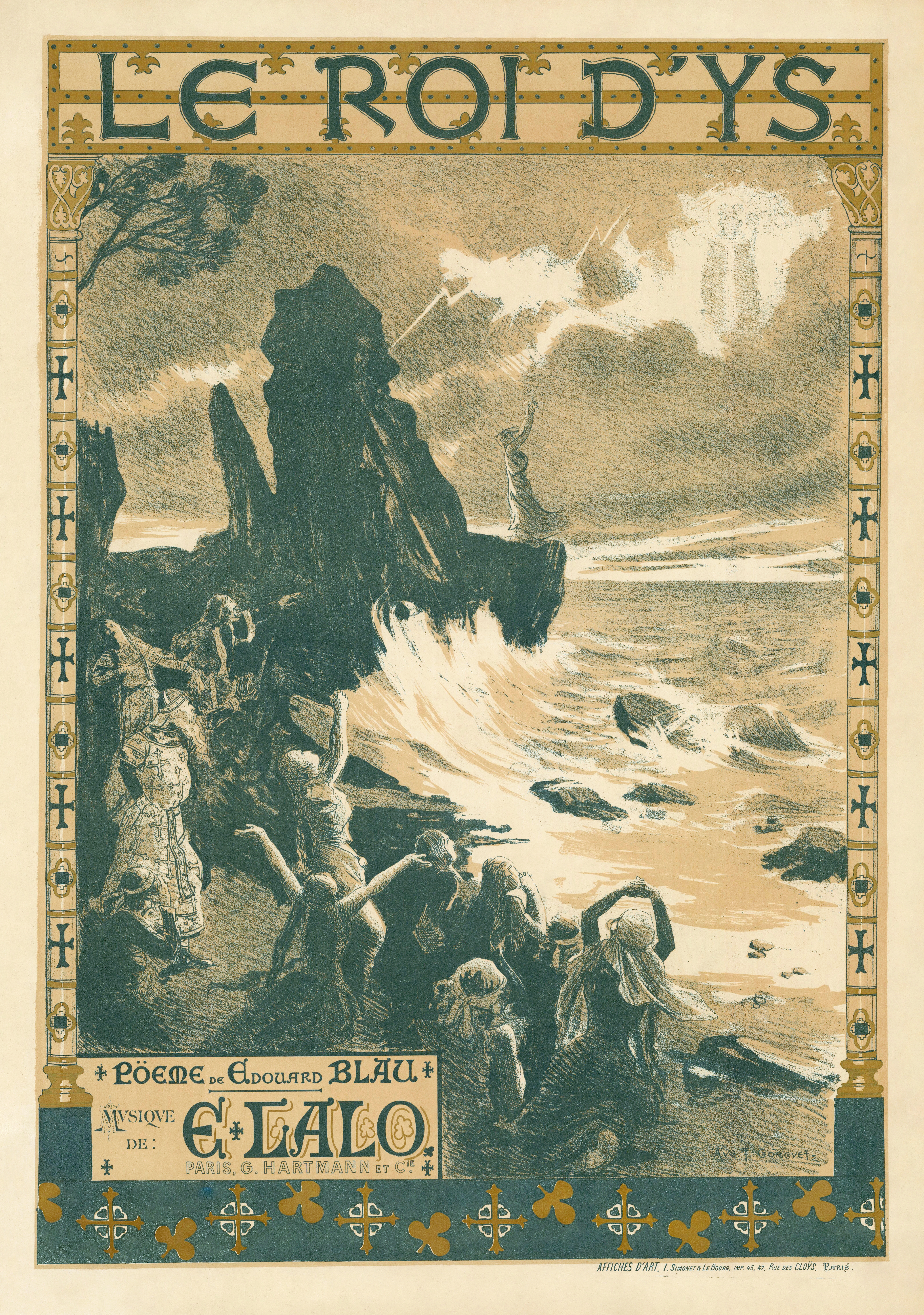
Poster da opera de Édouard Lalo', Le roi d'Ys, 1888.

Várias adaptações artísticas famosas da lenda de Ys surgiram no final do século XIX e início do século XX. A pintura Flight of King Gradlon (Voo do Rei Gradlon), de E. V. Luminais, retrata a fuga de Gradlon de Ys e foi um sucesso no Salão de 1884.

### Música
Le roi d'Ys, uma ópera do compositor francês Édouard Lalo que estreou em 1888, transforma a história significativamente, substituindo a figura de Dahut por Margared, cujo motivo para abrir os portões (com a ajuda de seu próprio noivo Karnac) é seu ciúme do casamento de sua irmã Rozenn com Mylio (personagens que também são invenções de Lalo).
Também inspirada na história de Ys está La cathédrale engloutie, de Claude Debussy, encontrada em seu primeiro livro de Prelúdios (publicado em 1910). Esse é um prelúdio que pretende evocar a atmosfera da lenda por meio de seu som.
Em 1929, M.C. Escher fez uma xilogravura inspirada na peça de Debussy, também intitulada "La cathédrale engloutie".
O álbum Renaissance of the Celtic Harp de Alan Stivell começa com uma faixa intitulada "Ys". A harpista Joanna Newsom intitulou seu segundo álbum, Ys, em homenagem à cidade mítica. A história de Ys também inspirou um álbum homônimo de 1972 da banda italiana de rock progressivo Il Balletto di Bronzo.
O compositor da Cornualha William Lewarne Harris escreveu sua terceira e maior ópera, The Sunken City, sobre "Ker-ys". A ópera de três atos, prólogo e epílogo, concluída em 1992, não foi apresentada publicamente, mas há muitas gravações particulares de trechos.
A banda francesa de thrash metal Hexecutor gravou uma faixa intitulada "Ker Ys" para seu segundo álbum, Beyond Any Human Conception of Knowledge.

### Trabalhos citados
- Doan, James (1981). «The Legend of the Sunken City in Welsh and Breton Tradition». Folklore. 92 (1): 77–83. JSTOR 1260254. doi:10.1080/0015587X.1981.9716187
- Guyot, Charles (1979). The Legend of the City of Ys. Traduzido por Deirdre Cavanagh. Amherst, Mass: University of Massachusetts Press
- Markale, Jean (1986). «The Submerged Princess». Women of the Celts. [S.l.]: Inner Traditions. ISBN 0-89281-150-1. ker ys. Tradução do francês La Femme Celte, Editions Payot, 1972.
- Masson, Elsie (1929). «Princess Ahez and the Lost City». Folk Tales of Brittany. Philadelphia: Macrae Smith Company. pp. Foreword, 87–96
- Spence, Lewis (1917). «VII: Popular Legends of Brittany». Legends & Romances of Brittany. [S.l.: s.n.] p. 184. Disponível em Project Gutenberg.